# Zbrodnia w Smydze
Zbrodnia w Smydze – zbrodnia dokonana przez oddział zbrojny OUN-M 8 maja 1943 r. na prawosławnym arcybiskupie wołyńskim i żytomierskim Aleksym (Hromadśkim) oraz trzech towarzyszących mu osobach. 
Smyga (lub Smyha) była kolonią ukraińską, zamieszkaną również przez kilka rodzin czeskich oraz kilkanaście polskich. Pojedynczy przypadek zabójstwa Polaka – aptekarza – najprawdopodobniej przez nacjonalistów ukraińskich miał miejsce w marcu 1943 r. Zbrodnia z 8 maja nie musiała jednak mieć bezpośredniego związku z działaniami wymierzonymi w Polaków. 
Grzegorz Motyka dopuszcza możliwość, że celem ataku oddziału melnykowców mógł być gebitskomissar Müller, zaś samochód arcybiskupa wołyńskiego i żytomierskiego Aleksego został ostrzelany przez pomyłkę. W aucie zginęli, oprócz arcybiskupa, jego sekretarz ks. protojerej Fiodor Jurkiewicz, szofer Ołeksandr Michniczuk i tłumacz języka niemieckiego Marko Życharew. Według Władysława i Ewy Siemaszków hierarcha został nie tylko postrzelony, ale i raniony nożem, zaś jego szofer przed śmiercią został poddany torturom. Autorzy ci podają także, że noszone przez arcybiskupa krzyż kapłański oraz ikona trafiły następnie do rąk innego hierarchy prawosławnego, Polikarpa (Sikorskiego), sympatyzującego otwarcie z nacjonalizmem ukraińskim. Grzegorz Motyka jest jednak zdania, że melnykowcy starali się zatuszować dokonaną zbrodnię, rozgłaszając, że arcybiskup zginął z rąk radzieckich. Twierdzili również, że w samochodzie zamordowanego znajdowały się dokumenty świadczące o jego kolaboracji z hitlerowcami.